# 科尔多瓦罗马陵墓

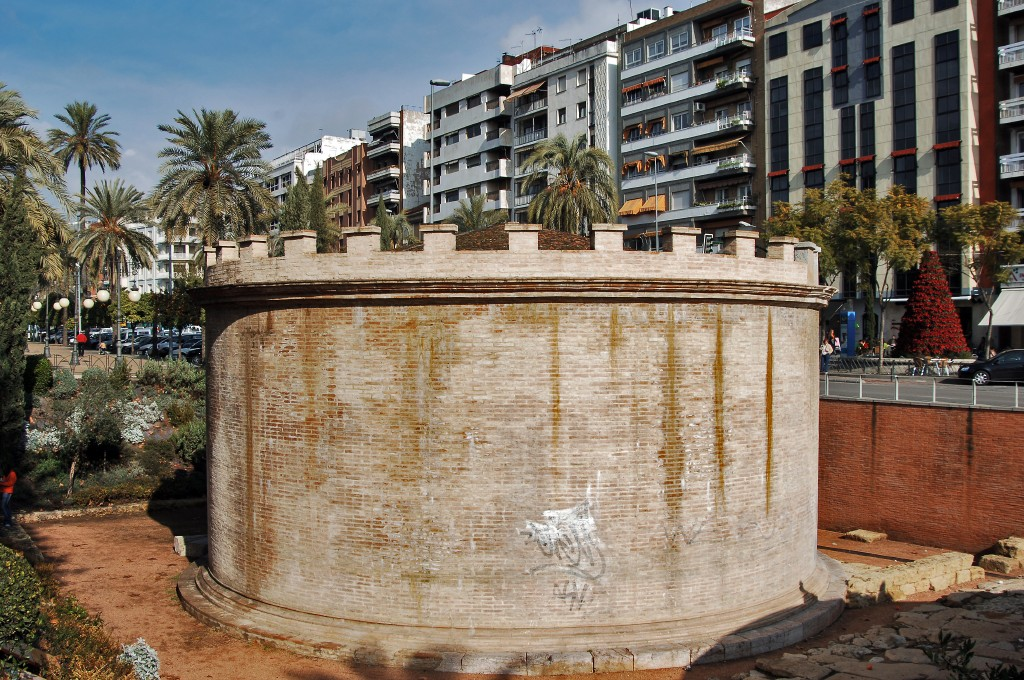
科尔多瓦罗马陵墓

科尔多瓦罗马陵墓是一座古罗马建筑，位于西班牙南部安达卢西亚科尔多瓦的维多利亚花园（Jardines de la Victoria）。它是一座圆柱形的葬礼纪念碑，建于公元1世纪。1993年在考古发掘中发现。
墓室里有骨灰盒，以及地下室、檐口和雕刻的女儿墙的遗迹。这种结构在罗马伊比利亚是不寻常的，可能是由一位意大利建筑师设计的，因为它与罗马和意大利其他地方的其他陵墓相似。它的大小表明它属于一个富裕的家庭。
陵墓位于连接该城和希斯帕利斯（今塞维利亚）的古道附近， 西城门外。考古遗址还包括后者路面的遗迹。